# Västra Skeppsbron

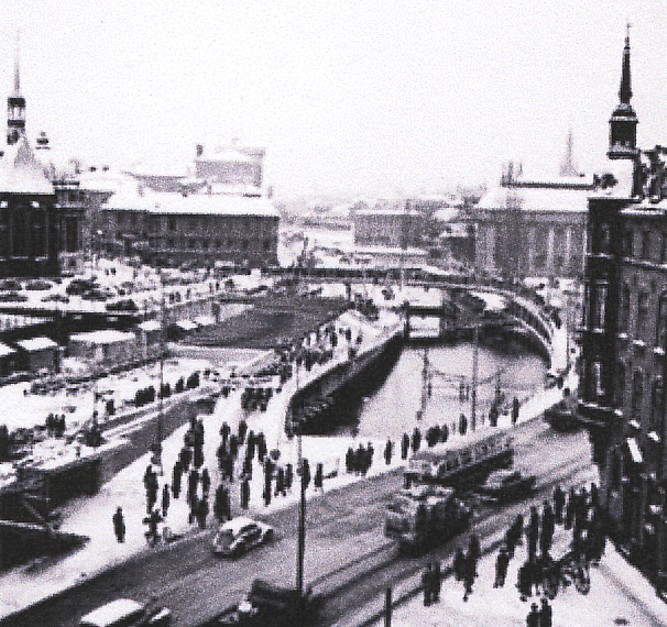
Slingerbultsleden mot norr vid Munkbron, år 1958 när trafiken hade tagits över av Riddarbron.

Västra Skeppsbron var en provisorisk trafikled i Stockholm som existerade mellan 1929/30 och 1953/54 som pendang till Skeppsbron. I folkmun kallades den Slingerbultsleden.
En förbättring av den nord-sydgående fordonstrafiken mellan Slussen och Vasabron hade diskuterats sedan 1920-talet allt medan trafiken ökade och bilarna proppade igen känsliga trafikpunkter. En rad radikala lösningar presenterades, bland annat motionerade Carl Lindhagen i stadsfullmäktige att Bondeska palatset skulle rivas för att bredda passagen söder om Vasabron. Problemet löstes med en provisorisk trafikled genom Riddarholmen.
Leden gick från Munkbron i Gamla stan över en bro till Riddarholmens östra sida och i höjd med Tryckerigatan över ytterligare en bro tillbaka till Gamla stan, där den anslöt till Vasabron via Riddarhuskajen. Leden var ett komplement till Munkbroleden som togs i trafik 1931 och enkelriktat för norrgående trafik (vänstertrafik), medan Munkbroleden tog hand om den södergående trafiken. Den södra bron var 70 meter och den norra var 20 meter lång; båda var 10 meter breda. Broarna hade ingen officiell beteckning och leden inte heller, men den kallades i folkmun för ”Slingerbultsleden”. Broarna var gjorda av stålbalkar ihopsatta med stålbultar och körbanan var utförd av armerat betongdäck. Broarna rörde sig lite när en bil passerade och därav namnet.[källa behövs]
År 1954 togs Slingerbultsledens trafik över av ett annat provisorium, en 240 meter lång pontonbro mellan Norra Riddarholmshamnen och Tegelbacken som gick under namnet Riddarbron, Namnet aldrig slog igenom bland stockholmarna, som rätt och slätt kallade den för Pontonbron. Den revs 1968 och ersattes av den till Tegelbacken förlängda Söderleden.